# Zillur Rahman
Zillur Rahman (em bengali:  মোঃ জিল্লুর রহমান; upazila de Bhairab, 9 de março de 1929 – Singapura, 20 de março de 2013) foi o presidente da República Popular do Bangladesh entre 2009 e a data da sua morte. Foi membro sénior do presídio da Liga Popular de Bangladesh (Liga Awami). Foi declarado o décimo-nono presidente pela Comissão Eleitoral de Bangladesh a 11 de fevereiro de 2009, quando nenhum outro candidato se apresentou, dado que a  Liga Popular de Bangladesh detinha a maioria dos asssentos do parlamento desde as eleições legislativas de 2008. Tomou posse a 12 de fevereiro de 2009.

## Origens e educação
Zillur Rahman nasceu a 9 de março de 1929 na upazila  de Bhairab, distrito de Kishoreganj. Seu pai, Meher Ali Mian, era um conhecido advogado. Em 1945, foi aceite a sua matrícula no Bhairab K. B. High School. Completou o curso de Artes Intermédias em 1947, na universidade intermédia de Daca. Licenciou-se em Direito e completou um mestrado em História, ambos na Universidade de Daca.

## Carreira política
Rahman participou no Movimento da Língua Bengalesa de 1952.
Nas eleições paquistanesas de 1970,  candidatou-se pela Liga Popular de Bangladesh, tendo sido eleito membro do parlamento do Paquistão - país ao qual Bangladesh se encontrava integrado. Durante a Guerra de Independência de Bangladesh (1971), Rahman participou ativamente do governo bengalês no exílio. Em 1972, logo após o fim da guerra, Rahman tornou-se secretário-geral da  Liga Popular de Bangladesh. Nas eleições gerais de 1973, foi eleito membro do parlamento. Depois do assassinato do  Sheikh Mujibur Rahman, Zillur Rahman foi preso pela junta militar, passando subsequentemente quatro anos detido.
Entre 1996 e 2001, Zillur Rahman serviu como ministro no governo da Liga Popular de Bangladesh, .

## Vida pessoal
Rahman foi casado com  Ivy Rahman, que ocupava o cargo de Secretária para os Assuntos Femininos da Liga Popular de Bangladesh. Ela foi morta  em 2004, na cidade de Daca, durante um ataque com granadas, perpetrado por terroristas do Harkat-ul-Jihad al-Islami.

## Morte
Zillur Rahman faleceu em 20 de março de 2013, num hospital de Singapura, onde estava a ser tratado de problemas respiratórios e renais.